# Söderhamn
Söderhamn es una localidad sueca, sede del municipio homónimo, en la provincia de Gävleborg y la provincia histórica de Hälsingland. Tenía una población de 12 038 habitantes en 2023, en un área de 9,38 km². Se encuentra localizada en la desembocadura del río Söderhamnsån en el golfo de Botnia, unos 75 km al norte de Gävle.

## Historia
El asentamiento comenzó como un puerto pesquero en la desembocadura del río Söderhamnsån y creció después del establecimiento de una fábrica de armas y varios aserraderos. La ciudad recibió el título de ciudad en 1620. Después de algunos incendios devastadores a finales del siglo xix, la ciudad fue reconstruida con varios parques y avenidas.

## Economía
La economía de la ciudad estuvo dominada a fines del siglo xx por la compañía Ericsson y una unidad de la Fuerza Aérea Sueca. Después de que ambas instituciones abandonaron la ciudad, el gobierno sueco intentó compensar reubicando a la Autoridad Sueca de Patentes y Registros.
Desde 2005 se ha estado construyendo un parque industrial en las antiguas instalaciones de Ericsson AB para proporcionar a las empresas jóvenes e innovadoras una base óptima. Se hará especial hincapié en las ventajas fiscales sobre las áreas metropolitanas, así como en las excelentes conexiones de transporte en dirección norte y sur.

## Demografía
| 11 896                                              | 12 735 | 13 721 | 14 673 | 13 994 | 13 262 | 13 211 | 12 710 | 12 056 | 11 761 | 12 259 |
| (Fuente: Oficina Central de Estadísticas de Suecia) |        |        |        |        |        |        |        |        |        |        |